# Ročevnica
Ročevnica je naselje v Občini Tržič. Ustanovljeno je bilo leta 1979 iz dela ozemlja naselja Bistrica pri Tržiču. Leta 2015 je imelo 569 prebivalcev.